# Sphenomorphus cinereus
Espèce
Sphenomorphus cinereus est une espèce de sauriens de la famille des Scincidae.

## Répartition
Cette espèce est endémique de Papouasie-Nouvelle-Guinée.

## Étymologie
Son nom d'espèce, du latin cinereus, « cendré », lui a été donné en référence à sa couleur.

## Publication originale
- Greer & Parker, 1974 "1973" : The fasciatus group of Sphenomorphus (Lacertilia: Scincidae): notes on eight previously described species and description of three new species. Proceedings of the Papua New Guinea Science Society, vol. 25, p. 31-61.